# Krew i złoto
Krew i złoto (tytuł oryg. Blood and Gold) – ósmy tom cyklu Kroniki wampirów amerykańskiej pisarki Anne Rice.
Ta część opowiada o losach Mariusa, potężnego wampira narodzonego u schyłku naszej ery. Jego historia zaczyna się gdy ma lat 40 i zostaje porwany i przemieniony w wampira, od tamtej pory przeżywa wiele przygód, opiekując się jednocześnie Enkilem i Akashą, parą królewską wampirów. Przez powieść przewija się również postać Pandory, Maela, Avicusa, Bianki i Armanda. Historia Mariusa kończy się w czasach współczesnych, gdy ten szuka sprawiedliwości u prastarych wampirów. 
Książka została wydana w 2001 roku, a w Polsce opublikowano ją w roku 2006.